# Adrienn Varga
Pour les articles homonymes, voir Varga.
Adrienn Varga est une gymnaste artistique hongroise, née le 6 août 1980 à Gyula.

## Palmarès

### Jeux olympiques
- Atlanta 1996
  - 9e au concours général par équipes
  - 28e au concours général individuel

### Championnats d'Europe
- Saint-Pétersbourg 1998
  -  médaille d'or au saut
  - 7e au concours général par équipes